# Josh Hopkins
William Josh Hopkins (Lexington, 12 settembre 1970) è un attore statunitense.

## Biografia
Nel 1999 ha interpretato il ruolo di Paul Allen, socio di Bill Gates, nel film I pirati di Silicon Valley
Dal 2001 al 2002 il ruolo di Raymond Milbury nella famosa serie televisiva Ally McBeal. Nel 2006 co-protagonista nel telefilm Pepper Dennis, ed ha partecipato inoltre al film La tempesta perfetta, con George Clooney, e alle serie TV Cold Case, Brothers & Sisters - Segreti di famiglia, Vanished, Jack & Jill e Swingtown (2008). Tra il 2008 e il 2009 ha interpretato il dott. Noah Barnes, un cardiochirurgo, nella serie TV Private Practice, mentre dal 2009 è tra i protagonisti di Cougar Town.

## Filmografia parziale

### Cinema
- Parallel Sons, regia di John G. Young (1995)
- Soldato Jane (G.I. Jane), regia di Ridley Scott (1997)
- Love & Sex, regia di Valerie Breiman (2000)
- One Eyed King - La tana del diavolo (One Eyed King), regia di Bobby Moresco (2001)
- La tempesta perfetta (The Perfect Storm), regia di Wolfgang Petersen (2000)
- The Insatiable, regia di Chuck Konzelman e Cary Solomon (2006)
- Pretty Ugly People, regia di Tate Taylor (2008)
- Lebanon, Pa., regia di Ben Hickernell (2010)
- Kelly & Cal, regia di Jen McGowan (2014)
- Get on Up - La storia di James Brown (Get on Up), regia di Tate Taylor (2014)
- The Opposite Sex, regia di Jennifer Finnigan e Jonathan Silverman (2014)
- Car Dogs, regia di Adam Collis (2016)
- Fire Squad - Incubo di fuoco (Only the Brave), regia di Joseph Kosinski (2017)
- Crown Vic, regia di Joel Souza (2019)

### Televisione
- Amiche nella verità (Silencing Mary), regia di Craig R. Baxley – film TV (1998)
- New York Undercover – serie TV, 13 episodi (1998-1999)
- Jack & Jill – serie TV, 9 episodi (1999-2001)
- I pirati di Silicon Valley (Pirates of Silicon Valley), regia di Martyn Burke – film TV (1999)
- Ally McBeal – serie TV, 19 episodi (2001-2002)
- Cold Case - Delitti irrisolti (Cold Case) – serie TV, 9 episodi (2003-2004)
- Law & Order - Unità vittime speciali (Law & Order) – serie TV, un episodio (2003)
- Senza traccia (Without a Trace) – serie TV, episodi 1x14-1x18 (2003)
- Arrenditi, Dorothy (Surrender, Dorothy), regia di Charles McDougall – film TV (2005)
- Bones – serie TV, episodio 1x08 (2005)
- Laboratorio mortale (Covert One: The Hades Factor), regia di Mick Jackson – miniserie TV (2006)
- Pepper Dennis – serie TV, 13 episodi (2006)
- Brothers & Sisters - Segreti di famiglia (Brothers & Sisters) – serie TV, 9 episodi (2006)
- Vanished – serie TV, 8 episodi (2006)
- Ghost Whisperer - Presenze (Ghost Whisperer) – serie TV, episodio 3x04 (2007)
- Swingtown – serie TV, 13 episodi (2008)
- Pushing Daisies – serie TV, episodio 2x13 (2009)
- CSI: Miami – serie TV, episodi 7x12-7x13 (2009)
- Private Practice – serie TV, 5 episodi (2009)
- Un calendario molto speciale (12 Men of Christmas), regia di Arlene Sanford – film TV (2009)
- Cougar Town – serie TV, 102 episodi (2009-2015)
- Castle – serie TV, episodio 4x06 (2011)
- Men at Work – serie TV, episodio 1x05 (2012)
- In Plain Sight - Protezione testimoni (In Plain Sight) – serie TV, episodi 5x05-5x08 (2012)
- The Client List - Clienti speciali (The Client List) – serie TV, episodio 2x07 (2013)
- Polo Nord - La magica città del Natale (Northpole), regia di Douglas Barr – film TV (2014)
- Quantico – serie TV, 22 episodi (2015-2016)
- True Detective – serie TV, 4 episodi (2019)
- Whiskey Cavalier – serie TV, 13 episodi (2019)
- Walker – serie TV, episodi 2x14-2x19 (2022)
- The Rookie – serie TV, episodi 5x18 (2023)

## Doppiatori italiani
Nelle versioni in italiano delle opere in cui ha recitato, Josh Hopkins è stato doppiato da:
- Massimo Bitossi in Law & Order - Unità vittime speciali, Whiskey Cavalier
- Oreste Baldini in Pepper Dennis, Ghost Whisperer - Presenze
- Francesco Bulckaen in Swingtown, True Detective
- Fabrizio Russotto in Cougar Town, Quantico
- Vittorio Guerrieri in New York Undercover
- Roberto Certomà in La tempesta perfetta
- Claudio Ridolfo in Ally McBeal
- Riccardo Niseem Onorato in Cold Case - Delitti irrisolti
- Alberto Bognanni in Private Practice
- Riccardo Rossi in Brothers & Sisters - Segreti di famiglia
- Teo Bellia in Vanished
- Mauro Gravina in CSI: Miami
- Francesco Prando in Get on Up - La storia di James Brown
- Walter Rivetti in The Rookie